# Рубанов, Андрей Викторович
Андре́й Ви́кторович Руба́нов (род. 25 июля 1969, с. Узуново, Серебряно-Прудский район, Московская область) — российский прозаик, кинодраматург, журналист, предприниматель. Наибольшую известность получил как автор книг в жанре автобиографической прозы, или «нового реализма». Также выпустил несколько фантастических романов в жанре биопанк. Финалист «АБС-премии» (международная премия им. Аркадия и Бориса Стругацких) за романы «Хлорофилия» (2010) и «Живая земля» (2011), участник шорт-листа литературной премии «Большая книга», четырёхкратный полуфиналист литературной премии «Национальный бестселлер». В 2017 году стал лауреатом литературной премии «Ясная Поляна» в номинации «Современная русская проза» за роман «Патриот».

## Биография
Родился и провёл детство в селе Узуново Серебряно-Прудского района Московской области. В 1982—1991 гг. проживал на востоке Московской области в городе Электростали. В 1987—1989 проходил срочную службу в ПВО. Учился на факультете журналистики МГУ. Работал корреспондентом многотиражной газеты, строительным рабочим, шофёром, телохранителем, занимался предпринимательской деятельностью. В 1996 году заключён под стражу по обвинению в мошенничестве. В 1999 году полностью оправдан. В 1999—2000 гг. жил в Чечне, где работал пресс-секретарем первого заместителя полномочного представителя Правительства РФ в Чеченской республике. В 2001 году вернулся к предпринимательской деятельности. Женат, имеет сына 1995 года рождения. Живёт и работает в Москве.
В 2005 году выпустил дебютную книгу, во многом автобиографический роман «Сажайте, и вырастет» о жизни нелегального банкира в лихие девяностые. Книга была издана за счёт автора. В 2006 году роман попал в короткий список премии «Национальный бестселлер», неоднократно переиздан и переведён на английский («Do Time Get Time»).
Книги Андрея Рубанова переведены на английский, французский, немецкий, испанский, итальянский, сербский и болгарский языки.
Рассказы, статьи и очерки печатались в журналах «Наш современник», «Звезда», «Афиша», «Эсквайр», «Сноб», «Нация» и др.

 В четырнадцать лет я прочел «ТАСС уполномочен заявить» и до сих пор отлично помню, как меня поразил стиль: рваный, ёмкий, лапидарный. Я у него научился любить точку с запятой; и ещё — выделять то, что в а ж н о выделить.
Из интервью Захару Прилепину

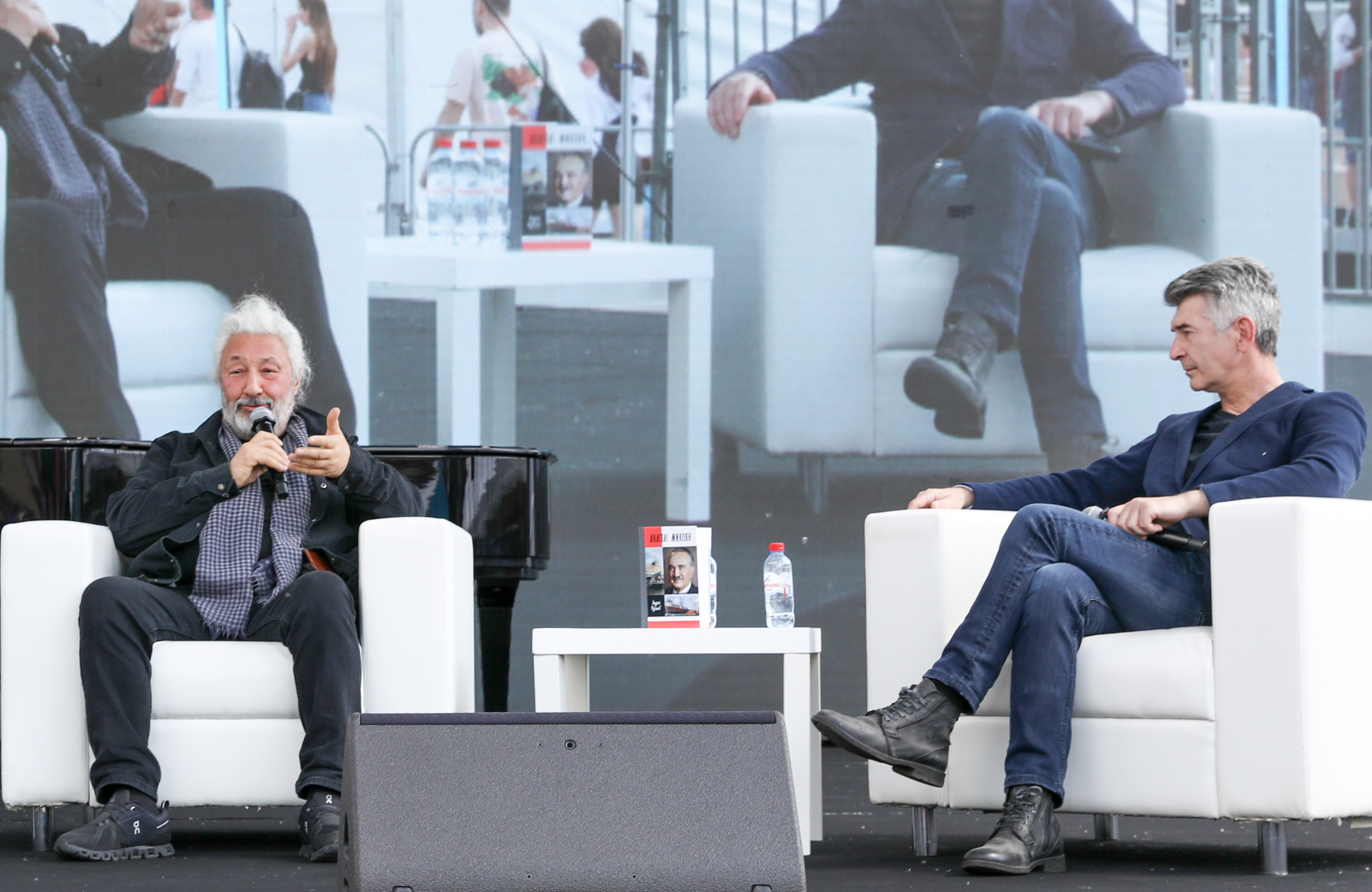
Стас Намин и Андрей Рубанов на книжном фестивале «Красная площадь» - 2023

Поддержал военное вторжение в Украину.

### Романы
- 2005 — «Сажайте, и вырастет»
- 2007 — «Великая Мечта»
- 2008 — «Жизнь удалась»
- 2009 — «Готовься к войне!»
- 2009 — «Хлорофилия»
- 2010 — «Живая земля»
- 2010 — «Йод»
- 2011 — «Психодел»
- 2011 — «Боги богов»
- 2017 — «Патриот»
- 2019 — «Финист — ясный сокол»[3]
- 2019 — «Штормовое предупреждение» (совместно с Василием Авченко)
- 2020 — «Сажайте, и вырастет»
- 2021 — «Человек из красного дерева»

### Повести и рассказы
- 2009 — «В бегах»
- 2011 — «Тоже Родина» (сборник рассказов)
- 2012 — «Стыдные подвиги» (сборник рассказов)
- 2019 — «Жёстко и угрюмо» (сборник рассказов)

### Статьи
- «Варлам Шаламов как зеркало русского капитализма» — Литературная матрица. Учебник, написанный писателями. Том 2. СПб., 2011. — С. 723—740.

## Фильмография
- «Толстые. Династия», док. сериал, реж. А. Замыслов, 2011 г. — автор сценария
- «София», телесериал, реж. С. Росс, А. Андрианов, 2016 г. — автор сценария
- «Нимфа», худ. фильм, реж. А. Курносенко, 2016 г. — автор сценария
- «Викинг», худ.фильм, реж. А. Кравчук, 2016 г. — автор сценария
- «Мурка», телесериал, реж. А. Розенберг, Я. Мочалов, 2017 г. — автор сценария
- «Вратарь Галактики», худ. фильм, реж. Д. Файзиев, 2017 г. — автор сценария

## Личная жизнь
- Жена — Аглая Курносенко (род. 1982), российский кинорежиссёр
  - Сын — Антон Рубанов (род. 1995)
  - Дочь — Ариадна Рубанова (род. 2012)

## Литературные премии
- 2006 — Роман «Сажайте, и вырастет» вошёл в шортлист литературной премии «Национальный бестселлер»[4]
- 2008 — Романы «Великая мечта» и «Жизнь удалась» вошли в лонглист литературной премии «Национальный бестселлер»[5]
- 2010 — Роман «Хлорофилия» — дипломант литературной «АБС-премии» (премия братьев Стругацких)[6]
- 2011 — Роман «Живая земля» — дипломант литературной «АБС-премии» (премия братьев Стругацких)[6]
- 2011 — Роман «Психодел» вошёл в шортлист литературной премии «Национальный бестселлер»[7]
- 2012 — Роман «Боги богов» стал лауреатом литературной премии «Странник» в номинации «Лучший сюжет»[8] и номинантом на «Гран-при»[8]
- 2012 — Роман «Боги богов» стал номинантом литературных премий «Интерпресскон»[9], «Бронзовая Улитка»[10] и «Портал»[11] в номинации «Крупная форма»
- 2012 — Сборник рассказов «Стыдные подвиги» вошёл в список финалистов литературной премии «Большая книга»[12]
- 2013 — Роман «Хлорофилия» стал финалистом испанской литературной премии Premio_Ignotus в номинации «Лучший переводной роман»[13]
- 2017 — Роман «Патриот» вошёл в шорт-лист литературной премии «Национальный бестселлер»[14]
- 2017 — Роман «Патриот» — премия «Ясная Поляна» в номинации «Современная русская проза»[15]
- 2017 — Роман «Патриот» вошёл в шорт-лист литературной премии «Большая книга»[16]
- 2019 — Роман «Финист — ясный сокол» получил главный приз литературной премии «Национальный бестселлер»[17]
- 2020 — Роман «Финист — ясный сокол» получил литературную премию библиотечного сообщества России «Премия Читателя»[18]